# Wakat (poligrafia)

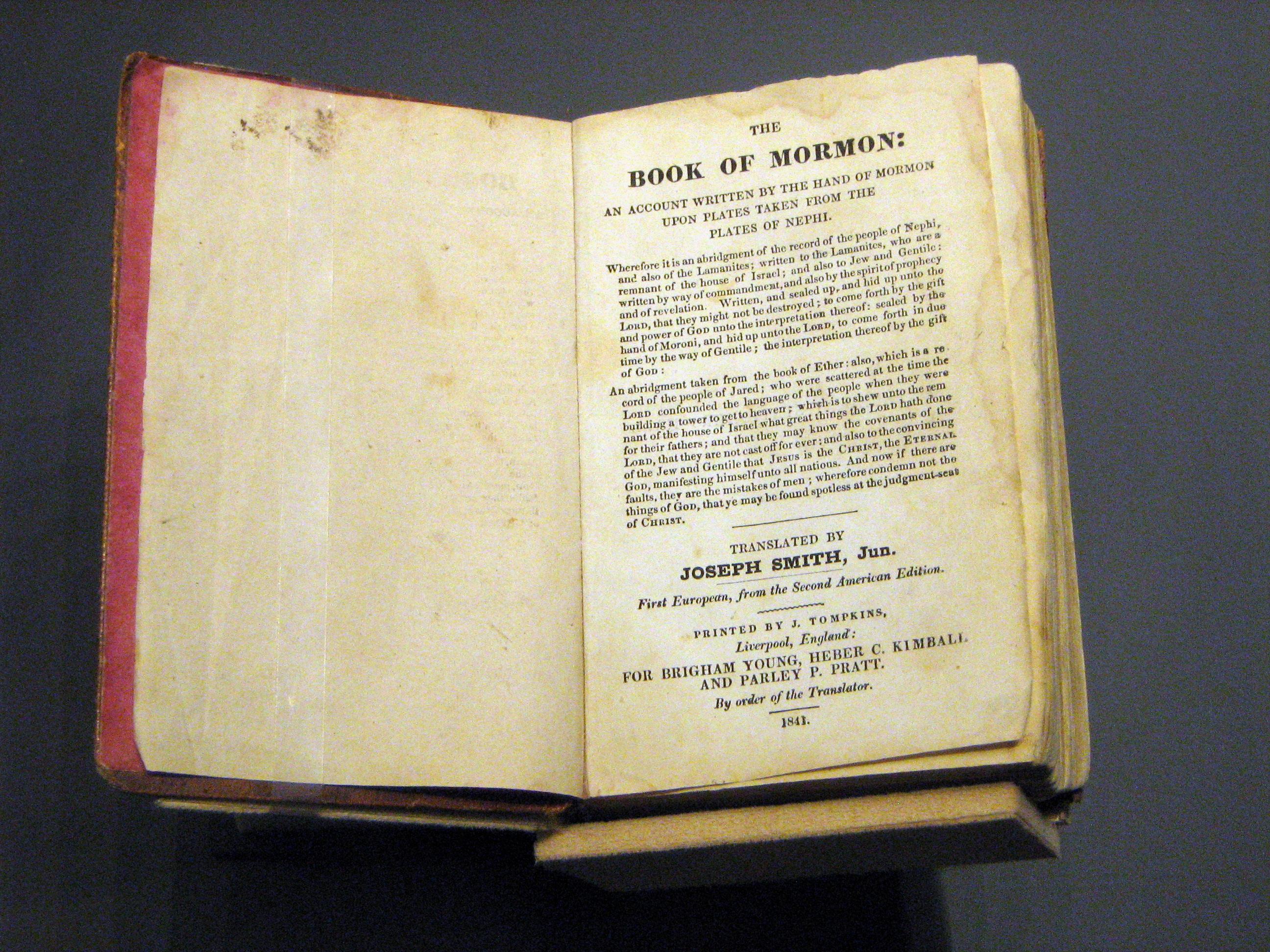
Wakat poprzedzający kartę tytułową

Wakat (łac. vacat „jest puste”, od vacare „być wolnym, pustym”) – strona publikacji poligraficznej niepokryta w ogóle drukiem. Jeśli na stronie znajduje się choćby pagina lub tinta, to nie jest już ona wakatem. Wakatami są często drugie strony czwórki tytułowej książki oraz strony przedtytułowe rozdziałów. W zecerstwie była to forma drukowa kolumny wypełniona jedynie justunkiem.